# NGC 3543
NGC 3543 (również PGC 33953 lub UGC 6213) – galaktyka spiralna (Sc), znajdująca się w gwiazdozbiorze Wielkiej Niedźwiedzicy. Odkrył ją William Herschel 9 kwietnia 1793 roku.